# Relations intergroupes

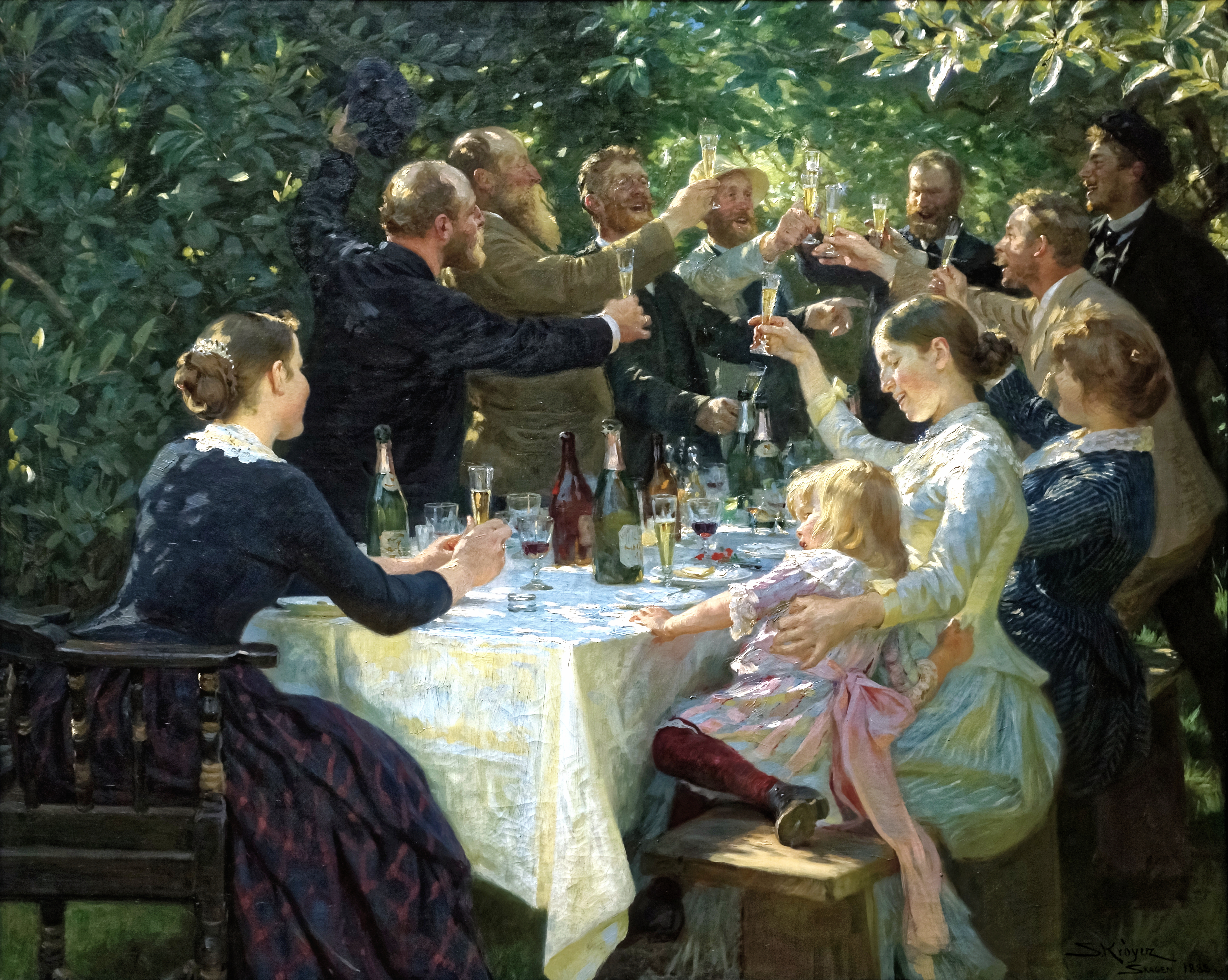
Hip, Hip, Hurrah!, une peinture à l'huile de 1888 du peintre danois Peder Severin Krøyer : relations intergroupes avec un groupe d'hommes, un groupe de femmes, un groupe d'enfants.

En psychologie sociale, dans les relations intergroupes sont les relations qu'entretiennent des groupes entre eux. Elles peuvent être des relations de coopération, de compétition, de domination, etc.
Les relations intergroupes sont tous les aspects de l'interaction humaine qui impliquent des individus se percevant comme membre d'une catégorie sociale, ou étant perçus par autrui comme appartenant à une catégorie sociale.
Du point de vue d'un individu faisant partie d'un groupe, les autres membres sont appelés membres de l'endogroupe et les individus ne faisant pas partie du groupe sont considérés faisant partie de l'exogroupe.
Lorsque deux groupes se rencontrent, ils ont tendance à montrer certaines apparences, à s'organiser pour simuler certaines situations. Pour établir un climat de confiance par rapport à cette mise en scène, il arrive même qu'ils coopèrent l'un avec l'autre, pour que les simulations soient plus convaincantes. Mais il arrive aussi, pour diverses raisons, que se mette en place une communication en dehors de l'impression que l'on veut donner. Ainsi, lorsqu'un groupe se retrouve seul, par exemple si des vendeurs de magasins se retrouvent dans un lieu de stockage en dehors de la présence des clients, souvent les vendeurs ont tendance à dénigrer les clients - cette attitude se retrouve chez les clients, contre les commerçants. Il est aussi courant que les membres du groupe resté seul se mettent à discuter entre eux de la meilleure façon de se comporter vis-à-vis de l'autre groupe. Les groupes mettent en place des systèmes de complicité internes pour assurer le succès de ce qu'ils veulent faire ou montrer tout en gardant un aspect naturel ; toujours dans l'exemple des magasins, une vendeuse emploiera un code convenu à l'avance pour dire à ses collègues qu'elle est face à un client difficile, et qu'elle demande du soutien, sans que ce client le sache. Autre forme de soutien à une relation entre groupes : des manières de provocations entre membres d'un même groupe ; assurer l'apparence que veut donner un groupe n'est pas forcément facile pour chacun de ses membres et, pour respirer en quelque sorte, chacun, chacune, se donne quelque liberté, souvent par des provocations ; ce type de communication a lieu, par exemple, lorsque deux personnes font connaissance l'une avec l'autre : chacune, à titre d'essai, se montre sur un jour ou un autre, pour voir comment réagira l'autre.
Le dénigrement du groupe absent est l'attitude la plus courante, bien qu'il arrive que cela soit son éloge qui est faite. Mais il ne s'agit pas là d'une marque de la nature humaine qui serait foncièrement mauvaise ; d'une part, ces dénigrements secrets servent à cimenter le groupe, d'autre part, les compliments de façade servent avant tout l'apparence que l'on veut donner à autrui. Il ne s'agit pas, pour aucun des protagonistes, de montrer ce que l'on pourrait appeler des sentiments réels. Souvent, le groupe présent se livre à une parodie du groupe absent, ou bien on les appelle par un autre nom, ou leur donnant un sobriquet. Par exemple, un médecin appellera un malade "le cardiaque", au lieu de l'appeler par son nom, comme il fait quand il est en sa présence. Un coiffeur appellera ses clients par le nom de leur coupe, et ainsi de suite. Une autre attitude de dénigrement est de parler de "l'autre" en termes purement techniques. On se prouve ainsi à soi-même sa compétence et sa distance.
Un groupe humain donné étudie et prépare l'impression qu'il veut donner lorsqu'il est en présence d'autres groupes. Dans cette préparation, les différences sociologiques au sein ne sont souvent pas opérantes : le discours sur le discours a tendance à effacer les inégalités sociales.